# Morales del Vino
Morales del Vino ist ein nordwestspanischer Ort und eine Gemeinde (municipio) mit 3.085 Einwohnern (Stand: 2024) in der Provinz Zamora in der Autonomen Gemeinschaft Kastilien-León.

## Lage
Der Ort Morales del Vino liegt knapp 8 km (Fahrtstrecke) südlich des Duero und der Provinzhauptstadt Zamora im Westen der kastilischen Hochebene in einer Höhe von ca. 700 m. Das Klima im Winter ist durchaus kalt, im Sommer dagegen warm bis heiß; die eher spärlichen Niederschläge (ca. 470 mm/Jahr) fallen übers Jahr verteilt.

## Bevölkerungsentwicklung
| Jahr      | 1857 | 1900 | 1950 | 2000 | 2020 |
| Einwohner | 1369 | 1670 | 1050 | 1634 | 2971 |

Im Jahr 1971 wurde der ca. zuletzt nur noch etwa 70 Einwohner zählende Weiler Pontejos eingemeindet. Infolge der Mechanisierung der Landwirtschaft, der Aufgabe von bäuerlichen Kleinbetrieben („Höfesterben“) und des damit einhergehenden Verlusts von Arbeitsplätzen ist die Einwohnerzahl der Gemeinde kontinuierlich bis auf die Tiefststände der 1970er und 1980er Jahre zurückgegangen. Wegen der Nähe zur Stadt Zamora ist danach wieder ein Anstieg der Einwohnerzahlen zu beobachten.

## Wirtschaft
Die Landwirtschaft (v. a. der Weinbau) spielt traditionell die größte Rolle im Wirtschaftsleben der Gemeinde; erwirtschaftete Überschüsse konnten auf den Märkten von Zamora verkauft oder getauscht werden.

## Geschichte
Die Gründung des Ortes geht auf die Zeit der Rückeroberung (reconquista) und Wiederbevölkerung (repoblación) der Gegenden südlich des Duero im 11. Jahrhundert zurück. Im Jahr 1106 wird der Ort erstmals namentlich erwähnt.

## Sehenswürdigkeiten

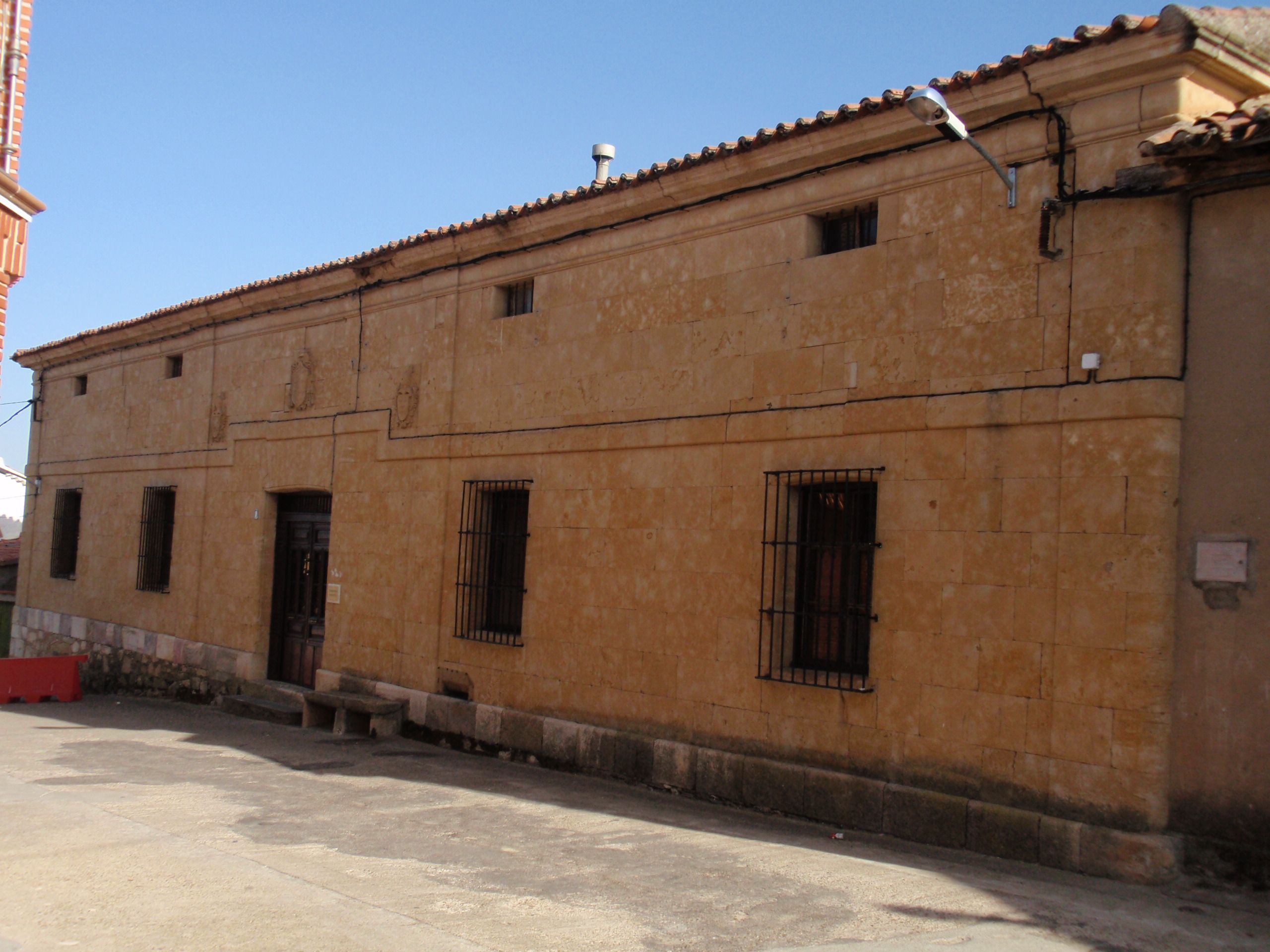
Palacio del Obispo Luelmo y Pinto

- Die im 16. Jahrhundert entstandene und von einem Glockengiebel (espadaña) überhöhte Iglesia de Nuestra Señora de la Asunción ist der Himmelfahrt Mariens geweiht. Das Nordportal präsentiert eindeutige Renaissanceformen. Das dreischiffige Innere ist rippengewölbt.
- Bedeutendstes weltliches Gebäude ist der Palacio del Obispo Luelmo y Pinto mit seiner wappengeschmückten Fassade aus dem 18. Jahrhundert.

Umgebung
- In der näheren Umgebung des Ortes gibt es zahlreiche gewölbte Fels- oder Erdkeller (bodegas).
- Ca. 5 km nördlich liegt die Ermita del Cristo de Morales, eine bereits im 15. Jahrhundert existierende, in der Barockzeit jedoch umgebaute Wallfahrtskapelle aus dem 18. Jahrhundert.